# کیم مین گی (بازیگر، زاده ۱۹۹۴)
کیم مین گی (کره‌ای: 김민귀؛ زادهٔ ۳۰ اکتبر ۱۹۹۴) بازیگر و مدل اهل کره جنوبی است. او به خاطر ایفای نقش در او هرگز نخواهد فهمید، با وجود اینکه می‌دانم و نارکوی مقدس شناخته می‌شود.

## فیلم‌شناسی

### مجموعه تلویزیونی
| سال  | عنوان                | نقش          | منابع  |
| ---- | -------------------- | ------------ | ------ |
| ۲۰۲۱ | او هرگز نخواهد فهمید | مدل          | [ ۸ ]  |
| ۲۰۲۱ | لوکا: آغاز           | کیم ته اوه   | [ ۹ ]  |
| ۲۰۲۱ | پادشاهی: آشین شمالی  | سرباز        | [ ۱۰ ] |
| ۲۰۲۱ | با وجود اینکه می‌دانم | نام کیو هیون | [ ۱۱ ] |
| ۲۰۲۲ | نارکوی مقدس          | لی سانگ جون  | [ ۱۲ ] |

### فیلم
| سال  | عنوان             | نقش   | منابع  |
| ---- | ----------------- | ----- | ------ |
| ۲۰۲۱ | راهروهای نجواگر ۶ | سرباز | [ ۱۳ ] |

### موزیک ویدئو
| سال  | عنوان      | آرتیست   |
| ---- | ---------- | -------- |
| ۲۰۱۷ | «Seonozzi» | Way      |
| ۲۰۱۸ | «WELL»     | 6O'clock |